# Karate Kid (film 1984)
Karate Kid (ang. The Karate Kid) – amerykański film obyczajowy z 1984 roku w reżyserii Johna G. Avildsena.

## Obsada
- Ralph Macchio – Daniel LaRusso
- Pat Morita – Kesuke Miyagi
- Elisabeth Shue – Ali Mills
- Randee Heller – Lucille LaRusso
- Martin Kove – John Kreese
- William Zabka – Johnny Lawrence
- Ron Thomas – Bobby Brown
- Rob Garrison – Tommy
- Chad McQueen – Dutch
- Tony O’Dell – Jimmy
- Israel Juarbe – Freddy Fernandez
- Pat E. Johnson – sędzia
- Darryl Vidal – on sam

i inni

## Fabuła
Nastoletni Daniel LaRusso (Ralph Macchio) przenosi się wraz ze swoją matką, Lucille (Randee Heller), z New Jersey do Los Angeles. Zaprzyjaźnia się z Freddym Fernandezem (Israel Juarbe). Podczas imprezy na plaży Daniel poznaje blondynkę Ali Mills (Elisabeth Shue). Oboje przypadli sobie do gustu, co nie podoba się jej byłemu chłopakowi, Johnny’emu Lawrence’owi (William Zabka). Johnny, znający karate, daje Danielowi bardzo ostry wycisk. W wyniku tego zdarzenia Daniel też zamierza trenować wschodnie sztuki walki, ale nie może zapisać się do klubu, bo tam trenuje Johnny wraz ze swoimi przyjaciółmi. Z pomocą Danielowi przychodzi pan Miyagi (Pat Morita) – stary Japończyk, który dużo wie o wschodnich sztukach walki.

## Odbiór
Film spotkał się z pozytywnym przyjęciem zarówno krytyków, jak i widzów. Magazyn Entertainment Weekly sklasyfikował go na 31. miejscu 50 najlepszych filmów młodzieżowych, a internetowy serwis Rotten Tomatoes przyznał mu ocenę 88%.
Roger Ebert z Chicago Sun-Times uznał obraz Avildsena za jeden z najlepszych filmów roku, przyznając mu jednocześnie maksymalną ocenę czterech gwiazdek. Opisał go również jako „ekscytującą, przyjemnie rozgrzewającą serce opowieść z jedną z najbardziej interesujących przyjaźni od dłuższego czasu”. Także pozytywną recenzję napisała Janet Maslin z New York Timesa.

## Nagrody i nominacje

### Oscary za rok 1984
- Najlepszy aktor drugoplanowy – Pat Morita (nominacja)

### Złote Globy 1984
- Najlepszy aktor drugoplanowy – Pat Morita (nominacja)

## Kontynuacje
Sukces filmu sprawił, że powstały jeszcze jego trzy kontynuacje, spin-off w postaci serialu animowanego, remake, gra video oraz liczne gadżety, koszulki i plakaty. Zapoczątkował również karierę Ralpha Macchio jako idola nastolatek i odświeżył karierę Pata Mority, który wcześniej kojarzony był głównie z roli Arnolda z serialu komediowego Happy Days.
- Karate Kid II (1986) – bezpośrednia kontynuacja części pierwszej, w której Daniel towarzyszy panu Miyagi w podróży na Okinawę.
- Karate Kid III (1989) – ciąg dalszy, rozgrywający się rok po wydarzeniach z części drugiej. John Kreese powraca, by zemścić się na Danielu i panu Miyagim.
- Karate Kid IV: Mistrz i uczennica (1994) – pan Miyagi bierze pod opiekę niesforną nastolatkę Julie Pierce (Hilary Swank).
- Karate Kid (2010) – remake, z Jackie Chanem i Jadenem Smithem w rolach głównych.
- Cobra Kai (2018–obecnie) – serial przedstawiający dalsze losy Johnny’ego Lawrence’a i Daniela LaRusso.